# Solonaima riocampa
Solonaima riocampa är en insektsart som beskrevs av Hoch 1988. Solonaima riocampa ingår i släktet Solonaima och familjen kilstritar. Inga underarter finns listade i Catalogue of Life.